# Helmuth Nils Loose
Helmuth Nils Loose (* 17. März 1938 in Berlin) ist ein deutscher Fotograf, der an über 30 Büchern mitgearbeitet hat.

## Leben
Loose fotografierte vor allem zu religiösen Themen und zu Themen der Malerei und der Archäologie. Von ihm wurden textbegleitende Bildreportagen für Bücher und Zeitschriften veröffentlicht. In den Zeitschriften L'oeil und Connaissance des Art erschienen Fotoreportagen von ihm. Er war Mitarbeiter an einer sechsbändigen Encyclopedie de la Peinture, erschienen 1976 in der Editions Robert, Paris.

## Veröffentlichungen (Auswahl)
- Anselm Hertz, Helmuth Nils Loose: Dominikus und die Dominikaner. Mit 48 Farbtafeln von Helmuth Nils Loose. Herder, Freiburg im Breisgau 1981, ISBN 3-45118388-9.
- Anselm Hertz: Fra Angelico. Mit 65 Farbbildern von Helmuth Nils Loose. Sankt Benno, Leipzig 1982, DNB 830574654.
- Peter Manns, Helmuth Nils Loose: Martin Luther - Glauben, Leben, Wirkung. Herder, Freiburg im Breisgau 1982, ISBN 3-451-19502-X.
- Burkhard Schwering, Helmuth Nils Loose: Gelobt seist du, Maria, Volkstümliche Darstellungen des Wallfahrtsbildes von Kevelaer. Mit 64 Farbbildern von Helmuth Nils Loose. Herder, Wien 1987, ISBN 3-45120894-6.
- Erika Lorenz, Helmuth Nils Loose (Hrsg.): Teresa von Ávila. Eine Biographie mit Bildern und Texten. Herder, Freiburg im Breisgau 1994, ISBN 978-3-451-23446-0.